# مغذي عصبي
المغذيات العصبية (نقل حرفي: نيوتروفين) هي عائلة من البروتينات التي تدعم بقاء وتطور وعمل العصبونات.
تنتمي المغذيات العصبية إلى صنف من عوامل النمو، وهي البروتينات المفرزة القادرة على إيصال الإشارة إلى خلايا معينة لتحفزها على البقاء، أو التمايز، أو النمو. تسمى عوامل النمو كالمغذيات العصبية الداعمة لبقاء العصبونات عوامل تغذية عصبية. تُفرز عوامل التغذية العصبية من النسيج الهدف وتعمل على منع تلك العصبونات من بدء عملية موت الخلية المبرمج، وبذلك تسمح ببقاء العصبونات. تعمل المغذيات العصبية أيضًا على تحفيز تمايز الخلايا السلف من أجل تشكل العصبونات.
تتشكل الغالبية العظمى من العصبونات في دماغ الثدييات قبل الولادة، وتحافظ بعض أجزاء دماغ البالغ على قدرتها في تشكيل عصبونات جديدة من خلايا عصبية جذعية (على سبيل المثال، الحصين)، بعملية تُعرف باسم التخلق العصبي.
المغذيات العصبية هي كيميائيات تساعد في التنبيه والتحكم بعملية التخلق العصبي.

## الاصطلاح
قد يستخدم مصطلح المغذي العصبي كمرادف لعامل التغذية العصبية، وفقًا لنظام فهرسة المواضيع الطبية الخاص بمكتبة الولايات المتحدة الوطنية للطب، لكن مصطلح مغذي عصبي يخص بشكل عام أربعة عوامل متعلقة بالبنية: عامل نمو الأعصاب (إن جي إف)، وعامل التغذية العصبية المستمد من الدماغ (بي دي إن إف)، والمغذي العصبي الثالث (إن تي 3)، والمغذي العصبي الرابع (إن تي 4). يشير مصطلح عامل تغذية عصبية لهذه المغذيات الأربعة بشكل عام، ربائط عائلة جي دي، ربائط عائلة (جي دي إن إف)، وعامل التغذية العصبية الهدبي (سي إن تي إف)، بالإضافة لجزيئات حيوية أخرى. هنالك أيضًا المغذي العصبي السادس والمغذي العصبي السابع لكنهما يتواجدان فقط عند الدانيو المخطط.

## الوظيفة
تصبح العديد من العصبونات خلال تطور الجهاز العصبي الفقاري زائدة عن الحاجة (لأنها ماتت، وفشلت في الاتصال بالخلايا الهدف...) وتُزال. في الوقت ذاته، ترسل العصبونات النامية محوارًا ممتدًا ليتصل بخلاياه الهدفية. تتحكم الخلايا بدرجة التداخل (عدد الاتصالات المحوارية) من خلال إفراز العديد من عوامل التغذية العصبية الأساسية لبقاء العصبونات. إحدى هذه العوامل هو عامل نمو الأعصاب (إن جي إف أو بيتا إن جي إف)، وهو بروتين فقاري يحفز انقسام وتمايز العصبونات الودية والمُضغية الحسية. يوجد عامل نمو الأعصاب غالبًا خارج الجهاز العصبي المركزي، ولكن اكُتشفت نسبة صغيرة منه في أنسجة الجهاز العصبي المركزي عند البالغين، على الرغم من عدم معرفة وظيفته الفسيولوجية. وُجد أيضًا في عدة سموم ثعابين.
تعتبر المغذيات العصبية في العصبونات المركزية والمحيطية ناظمات بقاء وتمايز وحفاظ مهمة للخلايا العصبية. وهي بروتينات صغيرة تُفرز في الجهاز العصبي من أجل المساعدة على بقاء الخلايا العصبية. يوجد صنفان مميزان من مستقبلات الغلكزة (ربط الغليكوزيل) التي يمكنها الارتباط بالمغذيات العصبية. هذان البروتينان هما بّي 75 (إن تي آر)، الذي يربط كل المغذيات العصبية، والنوع الفرعي (تي آر كيه)، الذي يربط بشكل خاص كلًا من المغذيات العصبية المختلفة. البنية الخاصة بما ذكر أعلاه بلورية ذات دقة 2.6 فيما يخص المغذي العصبي الثالث (إن تي 3) مركبة على النطاق البروتيني الخارجي لبّي 75 المغلكز (إن آر تي)، مشكلًا بنيةً بلورية متناظرة.

## المستقبلات
يوجد صنفان من المستقبلات الخاصة بالمغذيات العصبية: بّي 75 وعائلة (تي آر كيه) من مستقبلات التيروزين كيناز.

## الأنواع

### عامل نمو الأعصاب
عامل نمو الأعصاب (إن جي إف)، عامل النمو البدئي، هو بروتين مفرز من قبل عصبونات الخلايا الهدف. وهو أساسي للبقاء والحفاظ على العصبونات الحسية والودية. يطلق عامل نمو الأعصاب من خلايا الهدف، ويرتبط وينشط مستقبلاته عالية الألفة تي آر كيه إيه على العصبون، وتُستطبن في العصبونات. يُنقل معقد إن جي إف-تي آر كيه إيه لاحقًا إلى جسم عصبونات الخلية مجددًا. اعتُقد أن حركة إن جي إف هذه من قمة المحوار إلى جسم الخلية تشترك في تأشير العصبونات بعيد المدى.

### عامل التغذية العصبية المستمد من الدماغ
عامل التغذية العصبية المستمد من الدماغ (بي دي إن إف) هو عامل تغذية عصبية يوجد في الدماغ بالأصل، لكنه يوُجد أيضًا في الجهاز المحيطي. وبشكل أكثر تحديدًا، هو بروتين فعال في عصبونات معينة من الجهاز العصبي المركزي والجهاز العصبي المحيطي؛ ويساعد في دعم بقاء العصبونات الموجودة، ويحفز نمو وتمايز العصبونات الجديدة والمشابك من خلال النمو المحواري والتغصني. يعمل في الدماغ في الحصين، والقشرة المخية، والمخيخ، والدماغ الأمامي القاعدي- مناطق التعلم، والذاكرة، والتفكير عالي المستوى. كانت (بي دي إن إف) ثاني المغذيات العصبية التي صُنفت، بعد (إن جي إف) وقبل المغذي العصبي الثالث.
يعتبرعامل التغذية العصبية المستمد من الدماغ أحد أكثر المواد الفعالة في تحفيز عملية التخلق العصبي. يعاني الفئران الذين وُلدوا دون القدرة على صنع عامل التغذية العصبية المستمد من الدماغ من عيوب تطورية في الدماغ والجهاز العصبي الحسي، وعادةً تموت بعد الولادة، ما يؤكد على أهمية دور عامل التغذية العصبية المستمد من الدماغ في التطور العصبي الطبيعي.
وعلى الرغم من اسمه، يوجد عامل التغذية هذا في عدة أنواع من الأنسجة والخلايا، وليس فقط في الدماغ. إذ يمكن مشاهدتها في الشبكية، والجهاز العصبي المركزي، والعصبونات المحركة، والكليتين، والبروستات. تبين أن التمارين تساهم في زيادة كمية (بي دي إن إف) وبالتالي تعتبر كوسيلة لتحقيق اللدونة العصبية.

### المغذي العصبي الثالث
المغذي العصبي الثالث (إن تي 3)، هو عامل تغذية عصبية، من عائلة مغذيات (إن جي إف). وهو عامل نمو بروتيني يؤثر على عصبونات معينة في الجهاز العصبي المحيطي والجهاز العصبي المركزي؛ ويساعد في دعم بقاء وتمايز العصبونات الموجودة، ويحفز نمو وتمايز العصبونات الجديدة والمشابك. يعتبر إن تي 3 ثالث عامل تغذية عصبية تم تصنيفه، بعد إن جي إف وبي دي إن إف.
يتميز إن تي 3 من بين المغذيات العصبية بعدد العصبونات التي يُحتمل تحفيزها، بسبب قدرته على تفعيل نوعين من مستقبلات المغذيات العصبية، مستقبلات التيروزين كيناز (تي آر كيه سي وتي آر كيه بي). تعاني الفئران التي وُلدت دون القدرة على صنع إن تي 3 من فقدان استقبال الحس العميق ومجموعة من العصبونات الحسية المستقبلة.

### المغذي العصبي الرابع
المغذي العصبي الرابع (إن تي 4) هو عامل تغذية عصبية ينقل الإشارات غالبًا عبر مستقبلات التيروزين كيناز (تي آر كيه بي). ويُعرف أيضًا باسم إن تي 4، وإن تي 5، وإن تي إف 4، وإن تي 4/5.

### ديهيدرو إيبي أندروستيرون وسلفات الديهيدرو إيبي أندروستيرون
حُددت الستيرويدات داخلية المنشأ ديهيدرو إيبي أندروستيرون دي إتش إي إيه، وسلفات الاستر الخاصة بها (دي إتش إي إيه إس) على أنها جزيئات صغيرة ناهضة (تي آر كيه إيه) و(بّي 75)، وبذلك تُدعى (المغذيات العصبية الدقيقة). تربط دي إتش إي إيه أيضًا تي آر كيه بي وتي آر كيه سي، على الرغم من عدم قدرتها على تفعيل تي آر كيه بي، بينما تُفعل تي آر كيه سي. اقتُرح أن دي إتش إي إيه كانت رابطة الأسلاف لمستقبلات تي آر كيه قديمًا خلال حقبات تطور الجهاز العصبي، واستُبدلت مؤخرًا بمغذيات عصبية عديدة الببتيد.

## روابط خارجية
- DevBio.com - 'Neurotrophin Receptors: The neurotrophin family consists of four members: nerve growth factor (NGF), brain derived neurotrophic factor (BDNF), neurotrophin 3 (NT-3), and neurotrophin 4 (NT-4)' (April 4, 2003)
- Dr.Koop.com - 'New Clues to Neurological Diseases Discovered: Findings could lead to new treatments, two studies suggest', Steven Reinberg, HealthDay (July 5, 2006)
- Helsinki.fi - 'Neurotrophic factors'
- Neurotrophins في المكتبة الوطنية الأمريكية للطب نظام فهرسة المواضيع الطبية (MeSH).

- - Neurotrophin-3 image